# Grand Prix moto d'Autriche 2025
Le Grand Prix moto d'Autriche 2025 (officiellement Grand Prix of Austria) est la treizième manche du championnat du monde de vitesse moto 2025.
Cette 33e édition du Grand Prix moto d'Autriche ce déroule du 15 août au 17 août sur le Circuit de Spielberg à Spielberg.

## Classements MotoGP

### Course sprint
| Pos.                                                        | No. | Pilote                | Equipe                            | Constructeur | Tours | Temps/Ecarts | Grille | Points |
| ----------------------------------------------------------- | --- | --------------------- | --------------------------------- | ------------ | ----- | ------------ | ------ | ------ |
| 1                                                           | 93  | Marc Márquez          | Ducati Lenovo Team                | Ducati       | 14    | 20:56.071    | 4      | 12     |
| 2                                                           | 73  | Álex Márquez          | BK8 Gresini Racing MotoGP         | Ducati       | 14    | +1.180       | 2      | 9      |
| 3                                                           | 37  | Pedro Acosta          | Red Bull KTM Factory Racing       | KTM          | 14    | +3.126       | 7      | 7      |
| 4                                                           | 72  | Marco Bezzecchi       | Aprilia Racing                    | Aprilia      | 14    | +4.032       | 1      | 6      |
| 5                                                           | 33  | Brad Binder           | Red Bull KTM Factory Racing       | KTM          | 14    | +4.782       | 11     | 5      |
| 6                                                           | 54  | Fermín Aldeguer       | BK8 Gresini Racing MotoGP         | Ducati       | 14    | +6.032       | 6      | 4      |
| 7                                                           | 23  | Enea Bastianini       | Red Bull KTM Tech3                | KTM          | 14    | +8.294       | 5      | 3      |
| 8                                                           | 49  | Fabio Di Giannantonio | Pertamina Enduro VR46 Racing Team | Ducati       | 14    | +10.953      | 15     | 2      |
| 9                                                           | 5   | Johann Zarco          | LCR Honda Castrol                 | Honda        | 14    | +11.999      | 12     | 1      |
| 10                                                          | 1   | Jorge Martín          | Aprilia Racing                    | Aprilia      | 14    | +12.111      | 14     |        |
| 11                                                          | 20  | Fabio Quartararo      | Monster Energy Yamaha MotoGP Team | Yamaha       | 14    | +13.387      | 16     |        |
| 12                                                          | 10  | Luca Marini           | Honda HRC Castrol                 | Honda        | 14    | +13.704      | 13     |        |
| 13                                                          | 36  | Joan Mir              | Honda HRC Castrol                 | Honda        | 14    | +13.822      | 10     |        |
| 14                                                          | 21  | Franco Morbidelli     | Pertamina Enduro VR46 Racing Team | Ducati       | 14    | +14.564      | 8      |        |
| 15                                                          | 79  | Ai Ogura              | Trackhouse Racing                 | Aprilia      | 14    | +18.414      | 19     |        |
| 16                                                          | 42  | Álex Rins             | Monster Energy Yamaha MotoGP Team | Yamaha       | 14    | +19.365      | 17     |        |
| 17                                                          | 43  | Jack Miller           | Prima Pramac Racing               | Yamaha       | 14    | +20.844      | 20     |        |
| 18                                                          | 88  | Miguel Oliveira       | Prima Pramac Racing               | Yamaha       | 14    | +21.581      | 18     |        |
| Abd.                                                        | 25  | Raúl Fernández        | Trackhouse Racing                 | Aprilia      | 9     | Abandon      | 9      |        |
| Abd.                                                        | 63  | Francesco Bagnaia     | Ducati Lenovo Team                | Ducati       | 8     | Abandon      | 3      |        |
| Meilleur tour du Sprint : Álex Marquez (1:28.912 au tour 3) |     |                       |                                   |              |       |              |        |        |
| Rapport officiel                                            |     |                       |                                   |              |       |              |        |        |

### Course principale
| Pos.                                                          | No. | Pilote                | Equipe                            | Constructeur | Tours | Temps/Ecarts | Grille | Points |
| ------------------------------------------------------------- | --- | --------------------- | --------------------------------- | ------------ | ----- | ------------ | ------ | ------ |
| 1                                                             | 93  | Marc Márquez          | Ducati Lenovo Team                | Ducati       | 28    | 42:11.006    | 4      | 25     |
| 2                                                             | 54  | Fermín Aldeguer       | BK8 Gresini Racing MotoGP         | Ducati       | 28    | +1.118       | 6      | 20     |
| 3                                                             | 72  | Marco Bezzecchi       | Aprilia Racing                    | Aprilia      | 28    | +3.426       | 1      | 16     |
| 4                                                             | 37  | Pedro Acosta          | Red Bull KTM Factory Racing       | KTM          | 28    | +6.864       | 7      | 13     |
| 5                                                             | 23  | Enea Bastianini       | Red Bull KTM Tech3                | KTM          | 28    | +8.731       | 5      | 11     |
| 6                                                             | 36  | Joan Mir              | Honda HRC Castrol                 | Honda        | 28    | +10.132      | 10     | 10     |
| 7                                                             | 33  | Brad Binder           | Red Bull KTM Factory Racing       | KTM          | 28    | +10.476      | 11     | 9      |
| 8                                                             | 63  | Francesco Bagnaia     | Ducati Lenovo Team                | Ducati       | 28    | +12.486      | 3      | 8      |
| 9                                                             | 25  | Raúl Fernández        | Trackhouse Racing                 | Aprilia      | 28    | +15.472      | 9      | 7      |
| 10                                                            | 73  | Álex Márquez          | BK8 Gresini Racing MotoGP         | Ducati       | 28    | +15.537      | 2      | 6      |
| 11                                                            | 21  | Franco Morbidelli     | Pertamina Enduro VR46 Racing Team | Ducati       | 28    | +16.185      | 8      | 5      |
| 12                                                            | 5   | Johann Zarco          | LCR Honda Castrol                 | Honda        | 28    | +16.241      | 12     | 4      |
| 13                                                            | 10  | Luca Marini           | Honda HRC Castrol                 | Honda        | 28    | +18.478      | 13     | 3      |
| 14                                                            | 79  | Ai Ogura              | Trackhouse Racing                 | Aprilia      | 28    | +18.491      | 19     | 2      |
| 15                                                            | 20  | Fabio Quartararo      | Monster Energy Yamaha MotoGP Team | Yamaha       | 28    | +25.256      | 16     | 1      |
| 16                                                            | 42  | Álex Rins             | Monster Energy Yamaha MotoGP Team | Yamaha       | 28    | +30.316      | 17     |        |
| 17                                                            | 88  | Miguel Oliveira       | Prima Pramac Racing               | Yamaha       | 28    | +34.008      | 18     |        |
| 18                                                            | 43  | Jack Miller           | Prima Pramac Racing               | Yamaha       | 28    | +37.478      | 20     |        |
| Abd.                                                          | 49  | Fabio Di Giannantonio | Pertamina Enduro VR46 Racing Team | Ducati       | 20    | Abandon      | 15     |        |
| Abd.                                                          | 1   | Jorge Martín          | Aprilia Racing                    | Aprilia      | 13    | Abandon      | 14     |        |
| Meilleur tour en course: Marco Bezzecchi (1:29.533 au tour 4) |     |                       |                                   |              |       |              |        |        |
| Rapport officiel                                              |     |                       |                                   |              |       |              |        |        |

## Classement Moto2
| Pos.                                                        | No. | Pilote                  | Equipe                        | Constructeur | Tours | Temps/Ecarts | Grille | Points |
| ----------------------------------------------------------- | --- | ----------------------- | ----------------------------- | ------------ | ----- | ------------ | ------ | ------ |
| 1                                                           | 10  | Diogo Moreira           | Italtrans Racing Team         | Kalex        | 23    | 36:05.205    | 2      | 25     |
| 2                                                           | 27  | Daniel Holgado          | CFMOTO Inde Aspar Team        | Kalex        | 23    | +2.375       | 1      | 20     |
| 3                                                           | 13  | Celestino Vietti        | Sync SpeedRS Team             | Boscoscuro   | 23    | +5.351       | 3      | 16     |
| 4                                                           | 75  | Albert Arenas           | ITALJET Gresini Moto2         | Kalex        | 23    | +5.817       | 7      | 13     |
| 5                                                           | 14  | Tony Arbolino           | BLU CRU Pramac Yamaha Moto2   | Boscoscuro   | 23    | +6.448       | 13     | 11     |
| 6                                                           | 4   | Iván Ortolá             | QJMOTOR - FRINSA - MSI        | Boscoscuro   | 23    | +7.449       | 12     | 10     |
| 7                                                           | 7   | Barry Baltus            | Fantic Racing Lino Sonego     | Kalex        | 23    | +7.625       | 11     | 9      |
| 8                                                           | 95  | Collin Veijer           | Red Bull KTM Ajo              | Kalex        | 23    | +7.729       | 9      | 8      |
| 9                                                           | 28  | Izan Guevara            | BLU CRU Pramac Yamaha Moto2   | Boscoscuro   | 23    | +8.056       | 17     | 7      |
| 10                                                          | 44  | Arón Canet              | Fantic Racing Lino Sonego     | Kalex        | 23    | +11.813      | 8      | 6      |
| 11                                                          | 12  | Filip Salač             | ELF Marc VDS Racing Team      | Boscoscuro   | 23    | +13.463      | 18     | 5      |
| 12                                                          | 24  | Marcos Ramírez          | Onlyfans American Racing Team | Kalex        | 23    | +13.669      | 14     | 4      |
| 13                                                          | 71  | Ayumu Sasaki            | RW-Idrofoglia Racing GP       | Kalex        | 23    | +15.987      | 15     | 3      |
| 14                                                          | 17  | Daniel Muñoz            | Red Bull KTM Ajo              | Kalex        | 23    | +19.611      | 16     | 2      |
| 15                                                          | 15  | Darryn Binder           | ITALJET Gresini Moto2         | Kalex        | 23    | +20.513      | 24     | 1      |
| 16                                                          | 21  | Alonso López            | Sync SpeedRS Team             | Boscoscuro   | 23    | +20.609      | 10     |        |
| 17                                                          | 9   | Jorge Navarro           | KLINT Forward Factory Team    | Forward      | 23    | +20.953      | 23     |        |
| 18                                                          | 99  | Adrián Huertas          | Italtrans Racing Team         | Kalex        | 23    | +21.498      | 22     |        |
| 19                                                          | 11  | Alex Escrig             | KLINT Forward Factory Team    | Forward      | 23    | +24.345      | 25     |        |
| 20                                                          | 96  | Jake Dixon              | ELF Marc VDS Racing Team      | Boscoscuro   | 23    | +27.714      | 20     |        |
| 21                                                          | 84  | Zonta Van Den Goorbergh | RW-Idrofoglia Racing GP       | Kalex        | 23    | +31.080      | 19     |        |
| 22                                                          | 54  | Mattia Pasini           | Fantic Racing Redemption      | Kalex        | 23    | +33.042      | 27     |        |
| 23                                                          | 19  | Unai Orradre            | QJMOTOR - FRINSA - MSI        | Boscoscuro   | 23    | +40.374      | 26     |        |
| 24                                                          | 92  | Yuki Kunii              | Idemitsu Honda Team Asia      | Kalex        | 23    | +41.656      | 28     |        |
| 25                                                          | 41  | Nakarin Atiratphuvapat  | Idemitsu Honda Team Asia      | Kalex        | 23    | +49.544      | 29     |        |
| Abd.                                                        | 80  | David Alonso            | CFMOTO Inde Aspar Team        | Kalex        | 18    | Abandon      | 5      |        |
| Abd.                                                        | 16  | Joe Roberts             | Onlyfans American Racing Team | Kalex        | 9     | Abandon      | 21     |        |
| Abd.                                                        | 18  | Manuel González         | LIQUI MOLY Dynavolt Intact GP | Kalex        | 7     | Abandon      | 4      |        |
| Abd.                                                        | 81  | Senna Agius             | LIQUI MOLY Dynavolt Intact GP | Kalex        | 0     | Abandon      | 6      |        |
| Meilleur tour en course : David Alonso (1:33.549 au tour 7) |     |                         |                               |              |       |              |        |        |
| Rapport officiel                                            |     |                         |                               |              |       |              |        |        |

## Classement Moto3
| Pos.                                                           | No. | Pilote             | Equipe                        | Constructeur | Tours | Temps/Ecarts | Grille | Points |
| -------------------------------------------------------------- | --- | ------------------ | ----------------------------- | ------------ | ----- | ------------ | ------ | ------ |
| 1                                                              | 36  | Ángel Piqueras     | FRINSA - MT Helmets - MSI     | KTM          | 20    | 33:36.516    | 2      | 25     |
| 2                                                              | 6   | Ryusei Yamanaka    | FRINSA - MT Helmets - MSI     | KTM          | 20    | +0.096       | 3      | 20     |
| 3                                                              | 64  | David Muñoz        | LIQUI MOLY Dynavolt Intact GP | KTM          | 20    | +0.171       | 14     | 16     |
| 4                                                              | 28  | Máximo Quiles      | CFMOTO Gaviota Aspar Team     | KTM          | 20    | +0.250       | 5      | 13     |
| 5                                                              | 99  | José Antonio Rueda | Red Bull KTM Ajo              | KTM          | 20    | +0.541       | 8      | 11     |
| 6                                                              | 72  | Taiyo Furusato     | Honda Team Asia               | Honda        | 20    | +0.625       | 15     | 10     |
| 7                                                              | 73  | Valentín Perrone   | Red Bull KTM Tech3            | KTM          | 20    | +1.851       | 1      | 9      |
| 8                                                              | 31  | Adrián Fernández   | Leopard Racing                | Honda        | 20    | +2.141       | 6      | 8      |
| 9                                                              | 94  | Guido Pini         | LIQUI MOLY Dynavolt Intact GP | KTM          | 20    | +2.194       | 11     | 7      |
| 10                                                             | 83  | Álvaro Carpe       | Red Bull KTM Ajo              | KTM          | 20    | +4.181       | 7      | 6      |
| 11                                                             | 66  | Joel Kelso         | LEVELUP-MTA                   | KTM          | 20    | +4.204       | 10     | 5      |
| 12                                                             | 22  | David Almansa      | Leopard Racing                | Honda        | 20    | +4.256       | 9      | 4      |
| 13                                                             | 71  | Dennis Foggia      | CFMOTO Gaviota Aspar Team     | KTM          | 20    | +4.691       | 4      | 3      |
| 14                                                             | 12  | Jacob Roulstone    | Red Bull KTM Tech3            | KTM          | 20    | +5.331       | 12     | 2      |
| 15                                                             | 19  | Scott Ogden        | CIP Green Power               | KTM          | 20    | +9.374       | 13     | 1      |
| 16                                                             | 89  | Marcos Uriarte     | LEVELUP-MTA                   | KTM          | 20    | +21.633      | 16     |        |
| 17                                                             | 21  | Ruché Moodley      | DENSSI Racing - BOE           | KTM          | 20    | +21.745      | 19     |        |
| 18                                                             | 67  | Casey O'Gorman     | SIC58 Squadra Corse           | Honda        | 20    | +21.874      | 20     |        |
| 19                                                             | 54  | Riccardo Rossi     | Rivacold Snipers Team         | Honda        | 20    | +24.331      | 21     |        |
| 20                                                             | 10  | Nicola Carraro     | Rivacold Snipers Team         | Honda        | 20    | +27.288      | 18     |        |
| 21                                                             | 8   | Eddie O'Shea       | GRYD - Mlav Racing            | Honda        | 20    | +35.518      | 23     |        |
| 22                                                             | 93  | Arbi Aditama       | Honda Team Asia               | Honda        | 20    | +35.571      | 24     |        |
| 23                                                             | 55  | Noah Dettwiler     | CIP Green Power               | KTM          | 20    | +35.642      | 25     |        |
| 24                                                             | 82  | Stefano Nepa       | SIC58 Squadra Corse           | Honda        | 20    | +43.591      | 22     |        |
| Abd.                                                           | 32  | Vicente Perez      | GRYD - Mlav Racing            | Honda        | 4     | Abandon      | 26     |        |
| Abd.                                                           | 14  | Cormac Buchanan    | DENSSI Racing - BOE           | KTM          | 0     | Abandon      | 17     |        |
| Meilleur tour en course : Taiyo Furusato (1:40.048 au tour 13) |     |                    |                               |              |       |              |        |        |
| Rapport officiel                                               |     |                    |                               |              |       |              |        |        |

## Classements provisoires aux Championnats
Seul le top5 de chaque championnat a l’issue du Grand Prix est présenté ici.

### MotoGP
|   | Pos. | Pilote | Points |
| - | ---- | ------ | ------ |
| - | 1    |        |        |
| - | 2    |        |        |
| - | 3    |        |        |
| - | 4    |        |        |
| - | 5    |        |        |

|   | Pos. | Constructeur | Points |
| - | ---- | ------------ | ------ |
| - | 1    |              |        |
| - | 2    |              |        |
| - | 3    |              |        |
| - | 4    |              |        |
| - | 5    |              |        |

|   | Pos. | Equipe | Points |
| - | ---- | ------ | ------ |
| - | 1    |        |        |
| - | 2    |        |        |
| - | 3    |        |        |
| - | 4    |        |        |
| - | 5    |        |        |

### Moto2
|   | Pos. | Pilote | Points |
| - | ---- | ------ | ------ |
| - | 1    |        |        |
| - | 2    |        |        |
| - | 3    |        |        |
| - | 4    |        |        |
| - | 5    |        |        |

|   | Pos. | Constructeur | Points |
| - | ---- | ------------ | ------ |
| - | 1    |              |        |
| - | 2    |              |        |

|   | Pos. | Equipe | Points |
| - | ---- | ------ | ------ |
| - | 1    |        |        |
| - | 2    |        |        |
| - | 3    |        |        |
| - | 4    |        |        |
| - | 5    |        |        |

### Moto3
|   | Pos. | Pilote | Points |
| - | ---- | ------ | ------ |
| - | 1    |        |        |
| - | 2    |        |        |
| - | 3    |        |        |
| - | 4    |        |        |
| - | 5    |        |        |

|   | Pos. | Constructeur | Points |
| - | ---- | ------------ | ------ |
| - | 1    |              |        |
| - | 2    |              |        |
| - | 3    |              |        |
|   | 4    |              |        |
| - | 5    |              |        |

|   | Pos. | Equipe | Points |
| - | ---- | ------ | ------ |
| - | 1    |        |        |
| - | 2    |        |        |
| - | 3    |        |        |
| - | 4    |        |        |
| - | 5    |        |        |